# Antonio Pérez Aleixandre
Antonio Pérez Aleixandre (Valencia, España; 1882-1959) fue un intérprete y profesor de viola, además de compositor. 

## Biografía
Discípulo de Salvador Giner, a comienzos del siglo veinte participó activamente en el movimiento encaminado a dotar a Valencia de una orquesta profesional estable, entonces inexistente. Fue uno de los fundadores del Ateneo Musical, una escuela de música que organizó asimismo numerosas actividades y conciertos públicos, en 1911, y su presidente desde 1915. A partir de ese año el Ateneo Musical mostró su respaldo a la recién creada Orquesta de Música de Cámara, que dirigió Eduardo López-Chavarri, y luego fue la institución promotora de la Orquesta Sinfónica de Valencia (1916). Tras la disolución del Ateneo Musical, Pérez Aleixandre siguió animando distintas agrupaciones artísticas y sindicatos profesionales.
En 1909 Pérez Aleixandre formó parte como secretario del comité que decidió las actividades musicales de la Exposición Regional. De forma paralela, destacó entre los músicos habituales de las orquestinas y pequeños conjuntos de café en los que se ganaban la vida tantos músicos de su generación. En esos grupos de cámara tocó junto a conocidos artistas como José María Izquierdo, Tomás Aldás o José Salvador Martí, entre otros. Para sus formaciones compuso numerosas obras ligeras: valses, gavotas, marchas, cuplés, romanzas, pasodobles, etc. 
Como docente Pérez Aleixandre trabajó en el valenciano Colegio de San José, a lo largo de los años veinte, y en Madrid, durante la Segunda República, además de dedicarse a las lecciones privadas. A su lado aprendieron Arturo Llácer Pla y un jovencísimo Joaquín Rodrigo. A este último, bajo el apelativo cariñoso de "Joaquinito Rodrigo", está dedicada una de sus partituras manuscritas, fechada en 1913, cuando el compositor saguntino contaba 12 años de edad y se iniciaba en el violín. 
Después de la guerra civil, Pérez Aleixandre formó parte de diversas orquestas circunstanciales en gira por toda España, actividad que abandonó poco a poco por motivos de salud.
En diciembre de 2011 el Instituto Valenciano de la Música recibió un fondo documental legado por la hija de Pérez Aleixandre, que incluye varias partituras editadas en Valencia y Madrid, y además abundantes manuscritos de obras inéditas, programas de mano, carnets de la asociación de profesores de orquesta, fotografías, así como correspondencia del músico con alguno de sus discípulos y con la Sociedad General de Autores en distintas etapas de su historia.